# Ruben González Medina
Ruben Antonio González Medina (San Juan, 9 febbraio 1949) è un vescovo cattolico portoricano, dal 22 dicembre 2015 vescovo di Ponce.

## Biografia
Ruben Antonio González Medina è nato a Santurce, circoscrizione di San Juan, il 9 febbraio 1949.

### Formazione e ministero sacerdotale
Nel 1966 è entrato nel noviziato dei Missionari figli del Cuore Immacolato di Maria. Ha compiuto gli studi di filosofia nel seminario claretiano di Colmenar Viejo, in Spagna, e quelli di teologia nel seminario diocesano di Paso Ancho, in Costa Rica.
Nel 1972 ha emesso la professione perpetua e il 9 febbraio 1975 è stato ordinato presbitero. Dal 1975 al 1978 è stato educatore nel seminario claretiano della Repubblica Dominicana. Nel 1978 è rientrato a Porto Rico. In seguito è stato vicario cooperatore della parrocchia di Sant'Antonio María Claret, nell'arcidiocesi di San Juan, e membro della commissione arcidiocesana per la pastorale giovanile dal 1979 al 1980.
Nel 1980 è stato inviato nella Repubblica Dominicana, dove ha prestato servizio come collaboratore pastorale nella parrocchia di Nostra Signora di Altagracia, nell'arcidiocesi di Santo Domingo, dal 1980 al 1982; parroco della parrocchia di San Filippo Apostolo, nell'arcidiocesi di Santiago de los Caballeros, dal 1982 al 1987; parroco della parrocchia di San Giuseppe, nella diocesi di San Francisco de Macorís, dal 1987 al 1989 e poi vicario episcopale nella medesima diocesi.
Nel 1989 è ritornato a Porto Rico, dove è stato vicario cooperatore della parrocchia di Sant'Antonio María Claret, nell'arcidiocesi di San Juan, fino al 1991 e parroco della parrocchia di San Giuseppe Lavoratore nella medesima arcidiocesi dal 1991. È stato anche consigliere provinciale della sua congregazione dal 1994 al 1999 e superiore provinciale delle Antille dal 1999 alla nomina episcopale.

### Ministero episcopale

Stemma di monsignor González Medina come vescovo di Caguas.

Il 12 dicembre 2000 papa Giovanni Paolo II lo ha nominato vescovo di Caguas. Ha ricevuto l'ordinazione episcopale il 4 febbraio successivo dal cardinale Luis Aponte Martínez, arcivescovo emerito di San Juan, co-consacranti l'arcivescovo François Robert Bacqué, nunzio apostolico nella Repubblica Dominicana e delegato apostolico a Porto Rico, e l'arcivescovo metropolita di San Juan Roberto Octavio González Nieves.
Nel giugno del 2007 ha compiuto la visita ad limina.
Il 22 dicembre 2015 papa Francesco lo ha nominato vescovo di Ponce. Ha preso possesso della diocesi il 31 gennaio successivo.
Nel giugno del 2015 ha compiuto una seconda visita ad limina.
Dal 29 novembre 2018 è presidente della Conferenza episcopale di Porto Rico. In passato, dal dicembre del 2007 al dicembre del 2012, aveva ricoperto lo stesso incarico.

## Genealogia episcopale
La genealogia episcopale è:
- Cardinale Scipione Rebiba
- Cardinale Giulio Antonio Santori
- Cardinale Girolamo Bernerio, O.P.
- Arcivescovo Galeazzo Sanvitale
- Cardinale Ludovico Ludovisi
- Cardinale Luigi Caetani
- Cardinale Ulderico Carpegna
- Cardinale Paluzzo Paluzzi Altieri degli Albertoni
- Papa Benedetto XIII
- Papa Benedetto XIV
- Papa Clemente XIII
- Cardinale Marcantonio Colonna
- Cardinale Giacinto Sigismondo Gerdil, B.
- Cardinale Giulio Maria della Somaglia
- Cardinale Carlo Odescalchi, S.I.
- Cardinale Costantino Patrizi Naro
- Cardinale Lucido Maria Parocchi
- Papa Pio X
- Papa Benedetto XV
- Papa Pio XII
- Cardinale Francis Joseph Spellman
- Cardinale Luis Aponte Martínez
- Vescovo Ruben Antonio González Medina, C.M.F.